# رقروق كوتشي
رقروق كوتشي (باللاتينية: Helianthemum kotschyanum) نوع نباتي يتبع جنس الرقروق من الفصيلة القريضية.

## الموئل والانتشار
النبات واطن في بلاد الشام.